# Eurypón
Eurypón (starořecky Ευρυπών) byl králem Sparty (možná mytickým) královské linie Eurypontovců. Vládl pravděpodobně na počátku devátého století před Kr. Jeho spolukrálem mohl být Agis I. z královského rodu Agiovců.
O spartský králi Eurypónovi vládnoucího někdy na počátku devátého století před Kr. máme od antických historiků velmi málo zpráv a i ty byly napsány po dlouhém časovém odstupu a navíc v jejich textech vládne nesoulad. Odpovědět s jistotou na otázku zda byl Eurypón nástupcem Prokom nebo Soós nevíme. Nejčastěji se porovnávají seznamy králů Sparty od Pausania a Herodota. V seznamu Herodota, který je podstatně starší se na rozdíl od seznamu Pausania SOOS nezmiňuje, což ale není důkazem, že Soós nebyl králem Sparty. Zajímavou myšlenku, že Herodotos mohl o Soós jako o králi Sparty vědět, vyslovil anglický klasický učenec Thomas Falconer, který říká to co je také pravda, že Herodotův záznam není seznamem všech králů, ale jen genealogie předků krále Leotychida II., Čili postup z otce na syna av tom případě mohl být Soós starším bratrem Eurypóna. Herodotos to např. udělal v seznamu předků Leonida I., kde záměrně (musel o něm vědět) nezmínil Kleomena I. ačkoli byl Leonidas jeho následníkem, protože Kleomenes nebyl jeho otcem, ale starším bratrem. Tento problém se ale těžko vyřeší. Věrohodných informací je z tohoto období velmi málo a ty nám nepřinášejí dostatek světla na objasnění tohoto problému.
Autorem příběhu, kde spartský král Eurypón lstí ukončil dlouhotrvající válku Sparťanů s Arkadiy je makedonský spisovatel Polyainos, který ve své knize Strategie napsal, že když král Sparty Eurypon dospěl k názoru, že válka kterou vede s Arkadiy už trvá déle než doufal, za účelem aby mezi Arkádčanov zasel rozkol, poslal tam posla se zprávou, že Sparta je ochotna ukončit válku za předpokladu, pokud by potrestali ty, kteří jsou zodpovědní za smrt spartského krále Agida I. Po této zprávě se v Arkádii ti kteří byli zodpovědní za jeho smrt a jejich příznivci spikli, aby tak předešli možnému trestu. Lid, který toužil po míru a chtěl tuto záležitost co nejdříve ukončit se stal jejich nepřítelem. Poté, co se lidé rozdělili do dvou táborů, se lid který toužil po míru shromáždil v jedné čtvrti města mantinelu a po proražení bran své nepřátele porazili a tak za jejich pomoci Sparťané dosáhli toho, čeho nebyli schopni dosáhnout silou svých zbraní.
Další zajímavé informace nám zanechal Plutarchos, který píše, že i přesto, že Soós byl slavnější král jako Eurypón a byl mu projevovanému větší obdiv, královská rodová linie byla pojmenována po Eurypónovi přestože ten byl demagogem a jeho vláda přinesla do Sparty na dlouhou dobu bezpráví a zmatek. Tento stav ve Spartě se králi Eurypónovi stal osudným, když při jedné roztržce byl výtržníkům Ubodána řeznickým nožem na smrt. Podle Plutarcha se jeho nástupcem stal syn Polydektes, ale většina starověkých historiků (Herodotos, Pausanias a jiní) označila za nástupce Eurypóna jeho syna Prytania.